# Медісон-Гайтс (Мічиган)
Медісон-Гайтс (англ. Madison Heights) — місто (англ. city) в США, в окрузі Окленд штату Мічиган. Населення — 28 468 осіб (2020).

## Географія
Медісон-Гайтс розташований за координатами 42°30′26″ пн. ш. 83°6′12″ зх. д. / 42.50722° пн. ш. 83.10333° зх. д. (42.507271, -83.103354).  За даними Бюро перепису населення США в 2010 році місто мало площу 18,35 км², уся площа — суходіл.

## Демографія
Згідно з переписом 2010 року, у місті мешкали 29 694 особи в 12 712 домогосподарствах у складі 7543 родин. Густота населення становила 1618 осіб/км².  Було 13685 помешкань (746/км²).
Расовий склад населення:
| - 83,9 % — білих - 6,4 % — чорних або афроамериканців - 5,8 % — азіатів - 0,5 % — корінних американців - 0,1 % — вихідців з тихоокеанських островів |

До двох чи більше рас належало 2,7 %. Частка іспаномовних становила 2,5 % від усіх жителів.
За віковим діапазоном населення розподілялося таким чином: 20,4 % — особи молодші 18 років, 65,7 % — особи у віці 18—64 років, 13,9 % — особи у віці 65 років та старші. Медіана віку мешканця становила 38,3 року. На 100 осіб жіночої статі у місті припадало 96,3 чоловіків;  на 100 жінок у віці від 18 років та старших — 94,0 чоловіків також старших 18 років.
Середній дохід на одне домашнє господарство  становив 51 866 доларів США (медіана — 41 206), а середній дохід на одну сім'ю — 61 758 доларів (медіана — 50 082). Медіана доходів становила 40 865 доларів для чоловіків та 36 500 доларів для жінок. За межею бідності перебувало 19,3 % осіб, у тому числі 26,8 % дітей у віці до 18 років та 17,2 % осіб у віці 65 років та старших.
Цивільне працевлаштоване населення становило 14 615 осіб. Основні галузі зайнятості: виробництво — 18,1 %, освіта, охорона здоров'я та соціальна допомога — 17,5 %, роздрібна торгівля — 12,6 %, науковці, спеціалісти, менеджери — 12,0 %.